# Koompassia excelsa
Koompassia excelsa ist ein Baum in der Familie der Hülsenfrüchtler aus der Unterfamilie der Johannisbrotgewächse. Er kommt in Südostasien in Borneo, Malaya, auf den Philippinen, in Sumatra und in Thailand vor.

## Beschreibung
Koompassia excelsa wächst als sehr großer, laubabwerfender Baum bis 75–85 Meter hoch und gehört damit zu den Emergenten, die das Kronendach des Regenwaldes überragen. Der Stammdurchmesser erreicht 100–290 Zentimeter. Es werden meterhohe, -breite Brettwurzeln ausgebildet. Die sehr glatte, schlüpfrige Borke ist gräulich.
Die kurz gestielten Laubblätter sind wechselnd unpaarig gefiedert mit 7–17 Blättchen. Die sehr kurz gestielten, ganzrandigen Blättchen sind eiförmig, -lanzettlich bis elliptisch und an der Spitze rundspitzig bis zugespitzt oder manchmal eingebuchtet. Die 6–7,5 Zentimeter lange Rhachis, der 1,5 Zentimeter lange Blatt- und die Blättchenstiele sind etwas behaart. Die Blättchen sind 3–4,2 Zentimeter lang, oberseits fast kahl und unterseits samtig behaart. Die kleinen Nebenblätter sind abfallend.
Die vielblütigen, end- oder achselständigen und pyramidalen, rispige Blütenstände sind behaart. Die meist kurz gestielten, zwittrigen und fünfzähligen, weißen, sehr kleinen Blüten sind mit doppelter Blütenhülle. Die kleinen Trag- und Vorblätter sind abfallend. Der kurz verwachsen und fünfzipflige Kelch ist außen etwas behaart, die Petalen sind kahl. Es sind 5 kurze Staubblätter und ein mittelständiger, fast kahler Fruchtknoten mit sehr kurzem Griffel und minimaler Narbe vorhanden.
Es werden sehr flache, geflügelte und nicht öffnende, rot-braune, fast kahle sowie einsamige, längliche bis verkehrt-eiförmige Flügelnüsse (Samara) mit rundum einem papierigen Flügel gebildet. Sie sind mit Flügel 8–12,5 Zentimeter lang und 2–3,5 Zentimeter breit.

## Taxonomie
Die Erstbeschreibung des Basionyms Abauria excelsa erfolgte 1877 durch Odoardo Beccari in Malesia 1: 169. Die Umteilung in die Gattung Koompassia erfolgte 1892 durch Paul Hermann Wilhelm Taubert in Ber. Deutsch. Bot. Ges. 10: 641. Ein weiteres Synonym ist Koompassia parvifolia Prain.

## Verwendung
Das leicht spitternde, recht schwere und moderat beständige, harte sowie leicht behandelbare Holz ist bekannt als Tualang, Mangaris, Manggis, Mengaris und Tapang.